# Kaplica bpa Jana Konarskiego na Wawelu
Kaplica bpa Konarskiego, zw. także Szaniawskiego, pw. Niepokalanego Poczęcia NMP – jedna z 19 kaplic wchodzących w skład katedry wawelskiej. Znajduje się przy południowym ramieniu ambitu, pomiędzy kaplicami Zygmuntowską oraz św. Jana Chrzciciela (Zadzika).

## Dzieje
Pierwsza kaplica w tym miejscu powstała z fundacji bp. Jana Bodzanty. Powstała w 1351 r. w stylu gotyckim na planie kwadratu. W latach 1520–1521, przebudowano kaplicę na miejsce pochówku Jana Konarskiego – biskupa i humanisty (zm. 1525). Z inicjatywy biskupa Konstantego Felicjana Szaniawskiego kaplicę przebudowano w stylu barokowym (1722–1728), pracami kierował prawdopodobnie Kacper Bażanka.

## Wyposażenie

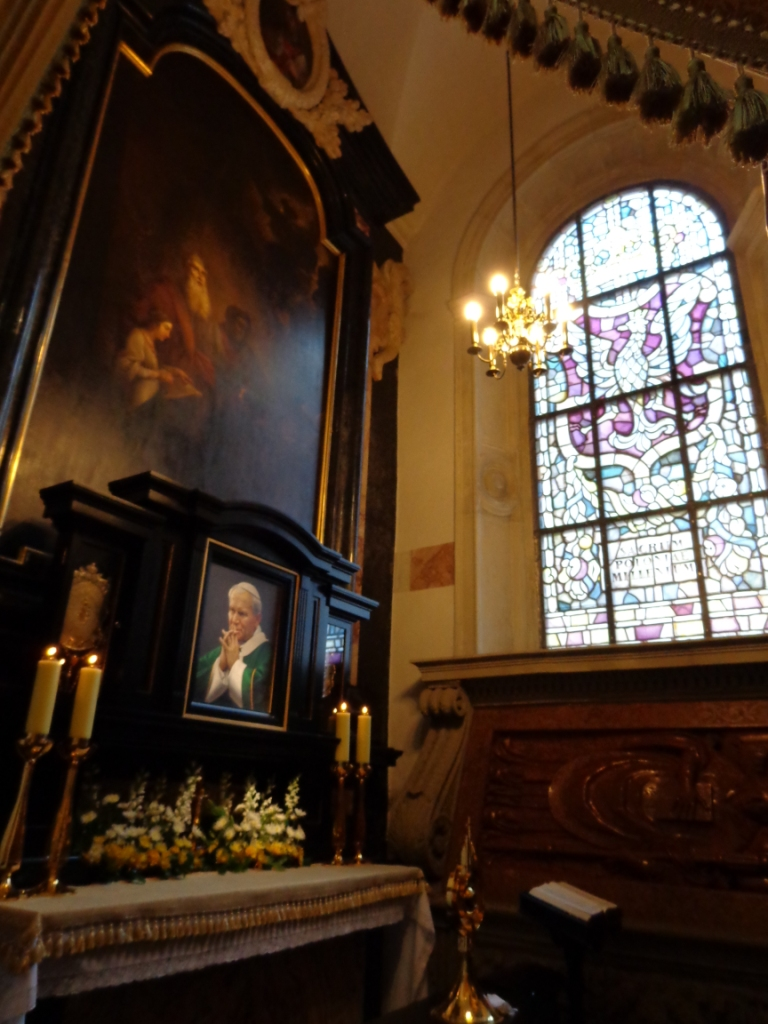
Wnętrze kaplicy

Wnętrze kaplicy zdobi wystrój renesansowy i przede wszystkim późnobarokowy z ostatniej przebudowy w XVIII w. Z tego czasu pochodzi okazały nagrobek bp. Konstantego Felicjana Szaniawskiego (zm. 1732) oraz marmurowy ołtarz, w którym umieszczono później obraz Św. Joachim z 1834 r., pędzla Rafała Hadziewicza. Do kaplicy prowadzi późnobarokowy portal wykonany z czarnego i różowego marmuru. Z wcześniejszych zabytków zachował się przylegający do ściany południowej renesansowy nagrobek bp. Jana Konarskiego.
W posadzce wmurowana jest brązowa płyta pamiątkowa dedykowana kardynałowi Janowi Puzynie (zm. 1911).
Kaplicę niegdyś zdobił ołtarz w formie tryptyku, fundowany przez bp. Konarskiego. W części środkowej dzieła znajduje się obraz przedstawiający Zaśnięcie Marii Panny. Dzieło wykonał Michał Lancz z Kitzingen. Obecnie dzieło znajduje się w zbiorach Muzeum Narodowego w Krakowie.